# Paratridactylus eidmanni
Paratridactylus eidmanni is een rechtvleugelig insect uit de familie Tridactylidae. De wetenschappelijke naam van deze soort is voor het eerst geldig gepubliceerd in 1943 door Ebner.